# Sabine Ruß-Sattar
Sabine Ruß-Sattar (* 1962) ist eine deutsche Politologin.

## Leben
Sie studierte Politikwissenschaft, Geschichte und Romanistik an den Universitäten Freiburg im Breisgau, Clermont-Ferrand und am Institut d’études politiques de Paris. 1993 promovierte sie an der Albert-Ludwigs-Universität Freiburg und habilitierte sich 2003 ebenda. Seit 2005 ist sie Professorin für Vergleichende Politikwissenschaft an der Universität Kassel.

## Schriften (Auswahl)
- Die Republik der Amtsinhaber. Politikfinanzierung als Herausforderung liberaler Demokratien am Beispiel Frankreichs und seiner Reformen von 1988 und 1990. Baden-Baden 1993, ISBN 3-7890-3050-3.
- mit Joachim Schild, Jochen Schmidt und Ina Stephan (Hrsg.): Parteien in Frankreich. Kontinuität und Wandel in der V. Republik. Opladen 2000, ISBN 3-8100-2490-2.
- Interessenvertretung als Problemkonstruktion. Schwache Interessen im Kräftefeld moderner Demokratien am Beispiel Wohnungsloser in Frankreich und den Vereinigten Staaten. Baden-Baden 2005, ISBN 3-8329-1611-3.
- mit Dietmar Hüser (Hrsg.): Dossier „Im Westen viel Neues? Das französische Wahljahr 2007“, in: Lendemains, 32. Jg., n°126/7, S. 9–80, OCLC 315445383.
- mit Christoph Scherrer, Ute Clement und Jörg Nowak (Hrsg.): Governance und schwache Interessen. Wiesbaden 2010, ISBN 978-3-531-16612-4.
- mit Christoph Haas und Gisela Riescher (Hrsg.): Zweite Kammern. München 2010, ISBN 3-486-58312-3.
- mit Peter Bender und Georg Walter (Hrsg.): Europa und der Arabische Frühling. Frankreich, Deutschland und Umbrüche der EU-Politik im Mittelmeer-Raum. Baden-Baden 2013, ISBN 3-8487-0239-8.
- mit Helen Schwenken (Hrsg.): New Border and Citizenship Politics. Basingstoke 2014, ISBN 978-1-137-32662-1.
- mit Andreas Gelz und Dietmar Hüser (Hrsg.): Skandale zwischen Moderne und Postmoderne. Interdisziplinäre Perspektiven auf Formen gesellschaftlicher Transgression. Berlin 2014, ISBN 3-11-030765-0.